# 아리마태아의 요셉
아리마태아의 요셉, 또는 아리마대의 요셉은 예수 그리스도의 제자 중 한 명(마태오 27:57)으로, 루가에 따르면 아리마태아는 유대인들의 동네 이름이다.

## 복음서의 아리마태아 사람 요셉
복음서에 따르면 아리마태아 사람 요셉은 명망 있는 산헤드린 의회(개역한글에서는 공회, 공동번역에서는 의회로 번역되어 있다.)의원이었고 하나님의 나라 즉, 하나님의 통치와 질서를 열심히 대망하는 거룩한 사람(마르코 15:43)으로, 예수를 죽이려던 의회의 결정과 행동에 찬동을 한 일이 없었다고 한다.(루가 23:51) 그의 행적 중 가장 유명한 행동은 그리스도의 장례를 치렀다는 것이다. 예수 그리스도가 두 명의 강도와 함께 십자가형으로 처형당하자, 그 시체를 내려다가 고운 베로 싸서 바위를 파 만든 무덤에 모셨다.(루가 23:53) 이는 바위무덤에 시체를 모셨다가, 유골만 남으면 유골함에 모시던 유대인들의 장례방법에 의한 것이다. 요한복음서에서는 그를 예수의 제자였다고 기록하고 있다. 신약성서를 연구하는 성서신학자들 중에는 아리마태아 사람 요셉을 "예수의 사랑을 받던 제자"(요한 13:23)라고 보는 이들도 있으며, 스티븐 스필버그의 대표작 인디아나 존스: 최후의 성전에서 잠깐 언급되기도 했다.

## 외경과 전설에서

### 성배
전설에 따르면 아리마대 요셉은 예수 그리스도의 피를 성배 안에 모았다고 한다. 그 피는 로마의 백부장이었던 롱기누스가 예수 그리스도의 옆구리를 창으로 찔러 입혔던 창에서 흐른 것이었다.

### 외경 빌라도 행전
5세기경에 쓰여진 것으로 알려진 빌라도 행전에는 아리마대 요셉이 예수 그리스도의 부활 후에 겪은 이야기들이 나와 있다. 그에 따르면 예수 그리스도의 시체가 그의 부활로 인해 무덤에서 사라진 후에 요셉은 시체를 훔친 자로 오인되어 40년 형을 언도받았다. 그가 감옥에 있을 때에 예수 그리스도가 나타났고 그에게 성배를 주면서 이를 보호하는 수호자로 삼았다. 이 성배의 힘으로 그는 감옥에서 살아남을 수 있었으며, 매일 그에게 한 마리의 비둘기가 날아와서 그에게 빵을 하나씩 주고 갔다. 이 이야기는 엘리야 예언자가 바알숭배자인 이세벨과 아합의 탄압 때문에 도망할 때 까마귀가 매일 빵을 날라다주었다는 열왕기상의 전승을 연상하게 한다.

### 잉글랜드 이주전설
전설에 따르면 감옥에서 나온 후에 고령의 요셉은 그의 고향을 떠나 그의 처남 브론과 아들 알란과 함께 성배를 가지고 잉글랜드로 건너간다. 그리고 서머싯주에 있는 글래스턴베리에 작은 교회를 세웠다고 한다(이 교회는 1184년에 불탔고 대신 대규모의 수도원으로 다시 지어졌다. 그러나 이 수도원도 1539년 헨리 8세의 잉글랜드 종교개혁(English Reformation) 시기에 로마 가톨릭이 탄압받으면서 파괴되어 버린다. 오늘날에는 단지 그 폐허만이 남아있다). 전설은 이외에도 그가 글래스턴베리에 도착해서 자신의 지팡이를 땅에 꽂았을 때 그곳에서 가시나무 덤불이 자라났다고 한다. 수백 년간 이 덤불은 그 작은 교회 안에서 성탄절 때마다 꽃을 피웠다고 하는데, 성공회에서는 이 전승이 교회사적인 근거는 없지만 잉글랜드에 기독교가 이미 고대교회 시기에 상륙했다는 증거로 이해한다.
또 다른 전설들에 따르면 요셉은 성배를 글래스턴베리의 성문 곁에 묻었다고 한다. 여기에서 철분을 많이 함유한 이른바 성배우물(Chaice Well)의 근원이 만들어졌고, 그 우물 물의 붉은 기운은 예수 그리스도의 피와 연관되어 있다고 한다. 이 성배 이야기는 다시 아서왕 전설로 연결된다. 이러한 글래스턴베리를 둘러싼 요셉과 관계된 이야기들은 모두 전설들이며 기독교 초창기 문서들에서는 전혀 나타나지 않는다. 유럽 대륙에 만연해 있던 성인과 성물에 대한 숭배와 (특히 이탈리아) 이들의 영향에서 벗어나 독자적인 모습을 갖추려는 중세 잉글랜드의 성인들의 노력에 의해 이러한 전설들이 생겨나지 않았을까 추정된다.